# Смотритель маяка (сериал)
«Смотри́тель маяка́» — российский 12-серийный шпионский телесериал 2019 года режиссёра Павла Дроздова.
В России официальная премьера состоялась в День России, 12 июня 2019 года.

## Сюжет
Действие сериала происходит в 1914 году, накануне Первой мировой войны. Он повествует о подготовке проведения крупной диверсии в Севастопольской бухте Крыма немецким шпионом и тайном противостоянии этому замыслу главным героем Арсением Седовым.
1-я серия
Русской контрразведке приходит срочная телеграмма из Берлина, из которой становится ясно, что в Крым направлен немецкий шпион для совершения крупной диверсии, но какой именно, где и когда — неизвестно. Тем временем шпион (Егор Бероев) тайно проникает на территорию России и едет в Симферополь, где узнает, что ему надо отправиться в Севастополь, найти смотрителя маяка Христофора и заминировать Севастопольскую бухту для уничтожения сил русского флота и открытия пути немецко-турецкому десанту. 
Не сумев получить карту Севастопольской бухты и поняв, что его «раскрыли», он скрывается от преследования среди митингующих, предварительно спрятав свой рюкзак в одном из внутренних дворов. В результате разгона митинга шпион получает ранение и теряет сознание. Его обнаруживают. Очнувшись в тюремном лазарете, он не знает о своём обнаружении, чем пользуется штабс-капитан военной разведки Юрий Щукин (Игорь Хрипунов) и внедряет в его окружение разведчика Генерального Штаба Арсения Седова (Максим Дрозд). Тот заводит знакомство со шпионом (которого по документам зовут Петр Петрович Ремезов). Ремезов решает взять с собой Седова, говоря тому, что он намерен наладить бизнес с контрабандистами и что на нем можно хорошо заработать. 
В это же время в Севастополь прибывает другой шпион-диверсант Ян Сигис (Роман Гайдамак). Убив двух конных полицейских у побережья, он направляется в электротеатр, где под одним из сидений находит шифровку. 
Сбежав из тюрьмы на грузовике после концерта, посвященного 60-летию Крымской военной кампании, Ремезову и Седову приходится взять с собой другого заключенного  —  банного вора Петра Глотова (Игорь Лебедев), подслушавшего их план побега накануне. После их исчезновения за ними посылают погоню. Оторвавшись от нее, Глотов решает остаться с Ремезовым и Седовым. Затем они (за исключением Ремезова, у которого открылась рана) крадут одежду в доме Татищева. 
Освальду (Игорь Климов) сообщают, что Ремезов выйдет на связь уже в четверг. Он посылает радиограмму: «Альбатрос летит в гнездо».
2-я серия
Ремезов поручает Седову забрать рюкзак. Тот относит его в Генеральный Штаб. Внутри оказывается крошечный пистолет, замаскированный под курительную трубку, книга и ручка с исчезающими чернилами. Полковник Илья Стародуб (Василий Мищенко) говорит Арсению, чтобы он крайне внимательно следил за Ремезовым, «запоминал каждую деталь».
Затем Глотов с Седовым пробираются в здание морского управления, где они должны найти карту дна Севастопольской бухты. Просмотрев весь архив, но не найдя ее там, они возвращаются. Состояние Ремезова ухудшается,  и все трое добираются до цыганского табора, где за Петром Петровичем ухаживает целительница. В то же время пианистка Катерина (Екатерина Ванчугова), после встречи с матерью своего жениха, Бориса Рейцера (Алексей Марков), узнает о том, что он изменяет ей. После этого она с ним расстается и уезжает в Севастополь к своему отцу, смотрителю маяка Христофору (Виктор Тереля). 
По возвращении в табор Петр Глотов, будучи пьяным, устраивает потасовку с Ремезовым, а затем и Седовым. Выйдя из нее проигравшим, он заявляет, что сам доберется до Христофора. В это время Христофор встречается с атаманом вольного казачества Алексеем Артемьевичем Чикой (Александр Волженский) и его помощником Джамилем (Вадим Цаллати) и продает им турецкий мак, который он получил, убив одного из турков-контрабандистов. Атаман предлагает Христофору объединить усилия, но тот отказывается.
Петр Ремезов и Арсений Седов добираются на поезде до Севастополя. К вечеру они доходят до маяка, и Ремезов общается наедине с Христофором, напоминая тому о его вербовке немецкой разведкой еще в Русско-японскую войну. На следующее утро Арсений знакомится с Катериной на берегу моря и сообщает ей, что вместе с Ремезовым будет работать на маяке. Ремезов тем временем получает от аптекаря Миронова (Константин Снегов) миниатюрный фотоаппарат в корпусе карманных часов под видом Библии. Там же Петр Петрович знакомится с племянницей Миронова, Елизаветой (Ольга Сопова). 
Седов во время разгрузки почты отправляет сообщение через телеграф в Генштаб, и Щукин просит Стародуба направить его в Севастополь для помощи Арсению. К Христофору повторно обращается атаман с предложением о помощи в торговле, но тот повторно отказывает. Прибыв в Севастополь, Щукин встречается с начальником сыскного отделения города Владимиром Пестриковым (Виталий Филипповых) и его заместителем Нестором Юнгом (Евгений Климанов) и требует составить список агентов, из которых он наберет себе людей.
Катерину принимают в Севастопольский театр. Придя домой, она слышит, как Ремезов разговаривает на немецком с неким Освальдом. 

3-я серия
Седов выходит в море с Христофором — другом Ремезова. Им предстоит встреча с контрабандистами — весьма опасными, по словам старика, людьми. Во время встречи их замечают румынские пограничники, патрулирующие нейтральные воды. Арсений подслушивает их разговор и понимает, что те собираются забрать товар, а затем потопить и судно контрабандистов, и судно Христофора.
4-я серия
Ремезов планирует встретиться с Ибрагимом и договориться о поставке мин. Седов не знает, где именно состоится эта встреча, однако по частичным координатам ему удается выяснить, что это произойдет в море. Арсений подозревает, что за Ремезовым кто-то стоит — некий Освальд, с которым тот говорил по телефону.
5-я серия
Пётр встречается с другим агентом и дает ему указание заминировать узкоколейку, по которой доставляют уголь военным кораблям. Взрывчатку должен доставить аптекарь Миронов. Связь с агентом Ремезов планирует держать через кинотеатр.
6-я серия
Освальду становится известно, что русский разведчик находится в его ближайшем окружении. Тогда Освальд планирует дать дезинформацию, на которую клюнет разведчик и выдаст себя. Тем временем Седов передает российской разведке данные о местах установки мин. К несчастью, его замечает Христофор…
7-я серия
Арсений убеждает Петра, что оставаться на маяке после смерти Христофора и начальника полиции опасно. Их разговор прерывает нежданный гость — диспетчер из порта. Он пришел назначить Громова временным смотрителем маяка.
8-я серия
Пётр, притворившись журналистом из «Фигаро», просит встречи с начальником крепости. Военный, видя восхищение и интерес шпиона, хвастается устройством сооружения и подробно рассказывает о пушках и амбразурах. Пётр напоминает военному о долге и просит вернуть деньги. Тот смущен, ведь у него нет такой суммы. Тогда шпион просит об услуге: он хочет поменять поставщика продуктов на «своего» человека.
9-я серия
Освальд попадает в руки контрразведки, но на вопросы штабс-капитана отвечать отказывается и лишь изредка ухмыляется. Заграничная певица не теряет времени даром и заводит полезные знакомства на броненосце: старший офицер не устоял перед ее чарами и назначил ей встречу на корабле. Это весьма кстати, учитывая ее секретное задание…
10-я серия
Пётр удивлен, как Арсению удалось сбежать из каземата. Он связывает смотрителя и вводит ему сыворотку правды. Арсений стойко переносит их давление и не выдает себя. После успешно пройденной проверки певица Мари назначает Арсению приватную встречу…
11-я серия
Пётр замечает, что каждый раз операция, в которой участвует Арсений, оканчивается полным провалом, и устраивает напарнику допрос. Несмотря на подозрения, шпион все же поручает ему новое задание — встретить у крепости отряд штурмовиков. Сигналом к наступлению послужит красная сигнальная ракета…
12-я серия
Арсений узнает, что кто-то расправился с Ремезовым. Он предполагает, что шпиона убрал кто-то из «своих». Чтобы разгадать эту загадку, ему придется наведаться к Мари. Он устраивает настоящий спектакль…

## В ролях
| Актёр                | Роль                                                                      |
| -------------------- | ------------------------------------------------------------------------- |
| Максим Дрозд         | разведчик Генерального Штаба Арсений Седов                                |
| Егор Бероев          | немецкий шпион Пётр Петрович Ремезов (Альбрехт Йозеф фон Ланц)            |
| Екатерина Ванчугова  | дочь Христофора, пианистка Катерина                                       |
| Виктор Тереля        | смотритель маяка Христофор                                                |
| Игорь Хрипунов       | штабс-капитан, зам. начальника военной контрразведки Юрий Денисович Щукин |
| Василий Мищенко      | полковник Илья Максимович Стародуб                                        |
| Александра Богданова | певица Мари Шнайдер                                                       |
| Игорь Климов         | Освальд /доктор Рихтер                                                    |
| Константин Снегов    | аптекарь Михаил Владимирович Миронов                                      |
| Константин Адаев     | Квят                                                                      |
| Александр Волженский | атаман вольного казачества Алексей Артемьевич Чика                        |
| Игорь Лебедев        | банный вор Петр Глотов                                                    |
| Михаил Сопов         | агент-осведомитель Ярослав Иванович Ярославский                           |
| Роман Пылаев         | агент-осведомитель Петр Петрович Пасюк                                    |
| Юрий Алехин          | Федор                                                                     |
| Александр Василенко  | Кравчук                                                                   |
| Алёна Гудкова        | большевичка Розалия                                                       |
| Роман Гайдамак       | немецкий агент Ян Сигис                                                   |
| Ольга Сопова         | племянница Миронова Елизавета                                             |
| Дмитрий Харатьян     | полковник                                                                 |
| Андрей Багиров       | студент-революционер                                                      |
| Сергей Годин         | революционер Демон                                                        |

| Актёр              | Роль                                                                                     |
| ------------------ | ---------------------------------------------------------------------------------------- |
| Сергей Галкин      | офицер разведки Ибрагим                                                                  |
| Виталий Филипповых | полковник, начальник сыскного отделения города Севастополя Владимир Евграфович Пестриков |
| Евгений Климанов   | заместитель Пестрикова Нестор Иванович Юнг                                               |
| Алексей Марков     | бывший жених Катерины, лейтенант Борис Рейцер                                            |

## Съёмки
Съемки сериала проходили в Ростовской области на хуторе Мержаново, рядом с которым специально на берегу Таганрогского залива построили маяк и несколько домов в натуральную величину, но большую часть картины снимали на территории Аннинской крепости в станице Старочеркасской, кроме того локациями стали несколько исторических мест Таганрога, например, Каменная лестница, местом съёмок стала гостиница «Центральная».
Маяк, построенный для сериала, через год был использован как локация при съёмках 4-серийной мелодрамы «Долгий свет маяка», а ещё через год стал базой частного парка «Оксиленд».